# Омен. Непорочная
«О́мен. Непоро́чная» (англ. Immaculate) — американский психологический фильм ужасов 2024 года режиссёра Майкла Мохана по сценарию Эндрю Лобеля. Главные роли исполнили Сидни Суини (которая также выступила продюсером), Альваро Морте, Бенедетта Поркароли, Дора Романо, Джорджио Коланджели и Симона Табаско. Сюжет повествует о молодой послушнице, которая поселяется в живописном итальянском монастыре, скрывающем ужасающие секреты.
Мировая премьера состоялась 12 марта 2024 года на фестивале South by Southwest. Фильм вышел в кинотеатральный прокат в США 22 марта 2024 года, в России — днём раньше.

## Сюжет
В прологе сестра Мария ночью пробирается в спальню матери-настоятельницы и крадёт связку ключей, чтобы сбежать через запертые ворота римско-католического монастыря. Её хватают фигуры в капюшонах и лишают сознания. Позже сестра Мария приходит в сознание и обнаруживает себя похороненной заживо.
Сестра Сесилия, молодая послушница, обратилась в христианство в юном возрасте после того, как едва не утонула в замёрзшем озере и пережила клиническую смерть в течение семи минут. Она убеждена, что Бог спас её с определённой целью. Сесилия получает приглашение от отца Сэла Тедески присоединиться к монастырю в Риме, в котором ухаживают за умирающими монахинями в их последние дни. В монастыре она знакомится с матерью-настоятельницей, а также с сёстрами Изабель и Гвен, с последней из которых заводит дружбу. Она принимает последние обеты от кардинала Франко Мерола для следования евангельским советам и становится монахиней, носящей чётки.
Вскоре в монастыре Сесилия начинает замечать некоторые странности, такие как послушниц с красной вуалью на лице и шрамы в форме крестов на ступнях больной монахини. Однажды в монастырской часовне Сесилия сталкивается с матерью-настоятельницей, которая показывает ей реликвию святого гвоздя, снятую, как она утверждает, с креста распятого Иисуса Христа. Затем Сесилия теряет сознание, а позже узнаёт, что беременна, хотя она является девственницей и никогда не имела отношений с мужчиной. Обитатели монастыря начинают относиться к ней как к следующей Деве Марии и провозглашают будущего ребёнка «благословением».
Сестра Изабель пытается из ревности утопить Сесилию, говоря, что это «должна была быть она». У Сесилии на фоне беременности ухудшается самочувствие, и она теряет зуб. Отец Тедески отклоняет её просьбу о госпитализации в больницу. Позже сестра Изабель погибает, падая с крыши во время прогулки Сесилии по монастырю. Гвен публично отчитывает настоятелей монастыря за то, что они закрывают на это глаза, после чего отец Тедески и дьякон Энцо уводят её прочь.
Ночью в своей комнате Сесилия замечает, что за картиной с изображением Девы Марии предыдущая монахиня оставила скрытое предупреждение в виде второго послания к Коринфянам 11:14. Сесилия пробирается в кабинет кардинала Мерола и читает своё досье, в котором обнаруживает информацию об инциденте в её детстве. Услышав женский крик, она выходит на улицу и через скважину соседнего здания видит фигуру в капюшоне, отрезающую Гвен язык. Затем появляется больная монахиня, и Сесилия просит её о помощи, но та заявляет, что девушка никогда не покинет монастырь.
Следующим днём Сесилия имитирует выкидыш с помощью крови мёртвой курицы, чтобы её отвезли в больницу. Однако во время пути Тедески и Энцо раскрывают обман. Сесилия пытается сбежать, но они ловят её и привозят в лабораторию монастыря. Тедески рассказывает ей, что ранее он работал генетиком и использовал образцы ДНК из реликвии святого гвоздя, чтобы оплодотворить монахинь в надежде возвестить о появлении нового мессии, однако предыдущие попытки часто приводили к рождению уродцев. Затем Тедески клеймит крестом ступни Сесилии.
Позже Сесилия предпринимает ещё одну попытку сбежать. Во время ультразвукового исследования она убивает распятием мать-настоятельницу, после чего у неё отходят воды. Далее Сесилия душит кардинала Мерола своими чётками, затем обливает лабораторию Тедески этанолом. Прибывший Тедески пытается остановить её, но Сесилия спасается, поджигая этанол зажигалкой. Тедески выбирается из лаборатории и преследует Сесилию, сбежавшую в катакомбы под монастырём. Там она обнаруживает изуродованный труп Гвен и дыру в стене. Её находит обожжённый Тедески, и между ними завязывается борьба. Тедески пытается вспороть живот Сесилии, на что она вонзает ему в горло реликвию святого гвоздя, которую ранее украла из часовни.
После выхода из катакомб Сесилия мучительно рожает и перегрызает пуповину. Она в ужасе видит «младенца», который издаёт нечеловеческие звуки. Сесилия берёт ближайший камень и забивает его насмерть.

## В ролях
| Актёр               | Роль                   |
| ------------------- | ---------------------- |
| Сидни Суини         | сестра Сесилия         |
| Альваро Морте       | отец Сэл Тедески       |
| Бенедетта Поркароли | сестра Гвен            |
| Дора Романо         | мать-настоятельница    |
| Джорджио Коланджели | кардинал Франко Мерола |
| Симона Табаско      | сестра Мария           |

## Производство
Разработка проекта началась ещё в 2014 году, когда Сидни Суини впервые прошла прослушивание на роль в фильм по сценарию Эндрю Лобеля. Однако затем на протяжении нескольких лет он оказался в производственном аду. После окончания работы над вторым сезоном сериала «Эйфория» Суини приобрела права на сценарий и обратилась к Майклу Мохану с предложением стать режиссёром. Ранее они уже сотрудничали во время съёмок фильма «Вуайеристы». Мохан заявил, что на многие сцены фильма его вдохновило собственное католическое воспитание. Он также рассказал, что изначально персонажи в сценарии являлись старшеклассницами, а не монахинями, однако позже в него были внесены доработки, чтобы лучше соответствовать ожиданиям аудитории.
В октябре 2022 года было официально объявлено, что Суини присоединится к фильму, а также выступит продюсером через свою компанию Fifty-Fifty Films. В феврале 2023 года стало известно, что в актёрском составе значатся Альваро Морте, Бенедетта Поркароли, Дора Романо, Джорджио Коланджели и Симона Табаско.
Первоначально фильм должен был сниматься в Ирландии, однако в итоге режиссёр предпочёл работать над проектом в Италии. Основные съёмки начались в конце декабря 2022 года в Риме и его окрестностях. Основными локациями послужили Дворец Дориа-Памфили и Вилла-Паризи. Финальные эпизоды снимались в настоящих катакомбах Рима. Съёмки фильма завершились там же 17 февраля 2023 года.

## Темы и влияние
В фильме рассматриваются темы генетической модификации, деторождения, абортов и детоубийства. В интервью изданию Fangoria Майкл Мохан рассказал историю о том, как его семья перестала ходить в церковь после того, как услышала проповедь pro-life («в защиту жизни», движение против абортов). В то же время режиссёр утверждал, что фильм не несёт в себе социального послания.
«Омен. Непорочная» вышел примерно в одно и то же время с кинолентой «Омен. Первое знамение», из-за чего в СМИ они были названы «фильмами-близнецами». Оба фильма затрагивают проблему неприкосновенности, исследуя «системный контроль над телами женщин, используемых в качестве инкубаторов». Бильге Эбири из Vulture задался вопросом: «Почему кого-то должно удивлять, что, после внезапной отмены Верховным судом решения по делу «Роу против Уэйда», когда штат за штатом пытаются принять религиозные законы, лишающие женщин свободы воли, в Америке появляются фильмы ужасов о людях, принуждаемых к чудовищным родам религиозными учреждениями, обеспокоенными их растущей неактуальностью?»
Некоторые критики посчитали «Омен. Непорочная» современным возрождением поджанра эксплуатационного кино nunsploitation. Другие рецензенты отметили эстетическое и тематическое влияние на фильм европейских хорроров 1970-х годов, снятых режиссёрами Дарио Ардженто, Марио Бава, Лучо Фульчи и Романом Полански.

## Релиз
В декабре 2023 года компания Neon приобрела права на дистрибуцию фильма в США. Мировая премьера состоялась 12 марта 2024 года на мероприятии South by Southwest. В кинопрокат США фильм был выпущен 22 марта 2024 года, в России — днём ранее под названием «Омен. Непорочная».

## Оценки
Фильм получил в основном положительные отзывы кинокритиков. На Rotten Tomatoes его рейтинг составляет 71 % на основе 205 рецензий со средней оценкой 6,2 из 10. На Metacritic фильм получил 57 баллов из 100 на основании 39 обзоров, что означает «смешанные или средние отзывы». Аудитория, опрошенная сайтом CinemaScore, поставила фильму среднюю оценку C по шкале от A+ до F. Согласно сервису PostTrak, зрители дали 52 % положительных отзывов и 30 % «определённой рекомендации».
Тим Роби из The Telegraph присудил фильму 3 звезды из 5, отметив, что «хоррору с Сидни Суини о беременной монахине требуется время, чтобы воплотить задуманное в жизнь… Только в самом конце „Омен. Непорочная“, так сказать, выполняет некоторые из своих обещаний». Манола Даргис из The New York Times положительно отозвалась о фильме, описав его как «фестиваль страха с отважной героиней, дерзким сюжетным поворотом и достаточной двусмысленностью повествования, чтобы дать зрителям повод для споров». Она также похвалила «яркую» игру Сидни Суини. Мик Ласалль из San Francisco Chronicle сравнил Мохана с Дэвидом Кроненбергом и заметил, что первый снял «фильм с любовью к крови и внутренностям», но «без фетишистских качеств» последнего, что в данном случае критик счёл достоинством. Помимо этого, Ласалль дал высокую оценку тесному сотрудничеству режиссёра и Суини, благодаря которым хоррор получился «жутким», «захватывающим» и «компетентным».
Ханна Стронг из Little White Lies неблагоприятно сравнила работу Мохана с «Ребёнком Розмари», попутно отметив слабый сценарий и отсутствие оригинальности, но при этом одобрила игру главной актрисы. Лорен Коутс из Chicago Reader отрицательно оценила фильм, сочтя, что он страдает от «недоделанного сценария», «бессвязной режиссуры» и «поверхностных персонажей». Она заметила, что даже «потрясающая» Суини, создавшая «сплочённую, чуткую главную героиню», не спасает киноленту.